# Марч-Филлипс, Гас
Густавус Генри «Гас» Марч-Филлипс DSO OBE (англ. Gustavus Henry "Gus" March-Phillipps; 1908 — 12 сентября 1942) — майор британской армии, командир 62-го подразделения коммандос (предшественника Особой воздушной службы).

## Биография
Племянник Густавуса Коулсона, лейтенанта Собственного Его Величества шотландского пограничного полка и кавалера Креста Виктории. С 18 апреля 1942 года в браке с леди Марджори Фрэнсис Эсклер-Монд Стюарт. Их дочь, Генриетта, появилась на свет уже после смерти Гаса Марч-Филлипса, 15 июня 1943 года.
Согласно статьям газеты Daily Telegraph и Макса Гастингса, майор Марч-Филлипс прославился благодаря участию в январе 1942 года в операции «Почтмейстер» на острове Санта-Исабель, когда его отряд при поддержке управления специальных операций захватил два итальянских торговых судна и немецкий буксир в нейтральном испанском порту, а затем отбуксировал их в Лагос. За совершённое действие Марч-Филлипс был награждён британским орденом «За выдающиеся заслуги».
12 сентября 1942 года майор Гас Марч-Филлипс погиб в ходе неудачного рейда коммандос под кодовым названием «Акватинт» во французском местечке Сент-Онорин-де-Перт.